# Джуліус Корір
Джуліус Корір (англ. Julius Korir; нар. 21 квітня 1960) — кенійський легкоатлет, що спеціалізується на бігу з перешкодами, олімпійський чемпіон 1984 року.

## Кар'єра
| Рік               | Змагання          | Місто                | Місце             | Дисципліна        | Примітки          |
| Представник Кенія | Представник Кенія | Представник Кенія    | Представник Кенія | Представник Кенія | Представник Кенія |
| ----------------- | ----------------- | -------------------- | ----------------- | ----------------- | ----------------- |
| 1982              | Чемпіонат Африки  | Каїр, Єгипет         | 2                 | стипльчез         | 8:32.20           |
| 1983              | Чемпіонат світу   | Гельсінкі, Фінляндія | 7                 | стипльчез         | 8:20.11           |
| 1984              | Олімпійські ігри  | Лос-Анджелес, США    | 1                 | стипльчез         | 8:11.80           |